# Giảm trương lực
Giảm trương lực (tiếng Anh: hypotonia), thường được gọi là hội chứng trẻ mềm oặt, là tình trạng rối loạn trương lực cơ , do sức cơ giảm. Giảm trương lực không phải là một rối loạn y tế cụ thể, nhưng lại là một biểu hiện tiềm tàng của các bệnh lý khác nhau. Rối loạn ảnh hưởng đến dây thần kinh vận động do  não kiểm soát hoặc dấu hiệu giảm sức cơ. Giảm trương lực là sự giảm sức đối kháng với các cử động động thụ động của các chi, trong khi nhược cơ dẫn đến suy giảm vận động chủ động. Giảm trương lực trung ương bắt nguồn từ hệ thần kinh trung ương, trong khi giảm trương lực ngoại biên có liên quan đến các vấn đề trong tủy sống, dây thần kinh ngoại biên và/hoặc cơ vân. Nhận biết giảm trương lực ở giai đoạn đầu tương đối đơn giản, nhưng chẩn đoán nguyên nhân cơ bản lại rất khó khăn và thường không thành công. Các tác động lâu dài của giảm trương lực đối với sự phát triển và cuộc sống sau này  của trẻ phụ thuộc chủ yếu vào mức độ nghiêm trọng và nguyên nhân của yếu cơ. Một số rối loạn có cách điều trị cụ thể nhưng điều trị chính cho hầu hết trường hợp giảm trương lực phần lớn là vô căn. Đối với thần kinh, phương pháp chủ yếu là vật lý trị liệu, phục hồi chức năng và âm nhạc trị liệu.
Giảm trương lực được cho là liên quan đến sự gián đoạn các sợi hướng tâm của  thụ thể kéo dài (stretch receptors) căng hoặc tổn thương sợi ly tâm của tiểu não  ảnh hưởng đến hệ thống tế bào fusimotor. Khi chẩn đoán, cơ bắp bệnh nhân mềm và có sự bất thường khi sờ nắn.

## Nguyên nhân
Một số nguyên nhân gây giảm trương lực:
Bất thường bẩm sinh (các bện di truyền xuất hiện trong vòng 6 tháng)
- Bệnh di truyền là nguyên nhân phổ biến nhất 
  - Hội chứng mất 22q13 hay Hội chứng Phelan–McDermid
  - Thiếu hụt 3-Methylcrotonyl-CoA carboxylase [5]
  - Achondroplasia
  - Hội chứng Aicardi
  - Rối loạn phổ tự kỷ [6]
  - Bệnh Canavan
  - Bệnh cơ tim hạt nhân (bao gồm cả bệnh cơ tim)
  - Bệnh lõi trung tâm
  - Hội chứng CHARGE
  - Hội chứng Cohen
  - Hội chứng Costello
  - Bệnh Dejerine–Sottas (HMSN týp Loại III)
  - Hội chứng Down (trisomy 21) - phổ biến nhất
  - Hội chứng Ehlers–Danlos
  - Chứng mất tự chủ (hội chứng Riley–Day)
  - Hội chứng FG
  - Hội chứng xương thủy tinh
  - Hội chứng Griscelli týp 1 (hội chứng Elejalde)
  - Rối loạn tăng trưởng nội tiết tố do rối loạn tuyến yên
  - Thiếu hụt Holocarboxylase synthetase / Thiếu carboxylase [7]
  - Bệnh Krabbe
  - Bệnh Leigh
  - Hội chứng Lesch-Nyhan [8]
  - Hội chứng Marfan
  - Hội chứng Menkes
  - Nhiễm acid metylmalonic
  - Loạn trương lực cơ
  - Bệnh Niemann–Pick
  - Tăng đường huyết không thể cetonic (NKH) hoặc bệnh não úng glycine (GCE)
  - Hội chứng Noonan
  - Bệnh u sợi thần kinh
  - Hội chứng Patau (trisomy 13)
  - Hội chứng Prader-Willi
  - Hội chứng Rett
  - Chứng loạn sản mắt (hội chứng de Morsier)
  - Hội chứng Snyder–Robinson (SRS)
  - Teo cơ cột sống (SMA)
  - Thiếu hụt semialdehyd dehydrogenase (SSADH)
  - Bệnh Tay–Sachs
  - Hội chứng Werdnig–Hoffmann - Teo cơ cột sống với thoái hóa bẩm sinh của sừng trước của tủy sống [9]
  - Hội chứng Wiedemann–Steiner
  - Hội chứng Williams
  - Hội chứng Zellweger
- Khuyết tật phát triển
  - Tiểu não (bẩm sinh)
  - Rối loạn cảm giác
  - Rối loạn phát triển phối hợp
  - Suy giáp (bẩm sinh)
  - Bại não
  - Quái thai từ trong tử cung khi tiếp xúc benzodiazepine